# Olca
Olca – stratowulkan na granicy Chile i Boliwii. Leży między Cerro Minchincha a Parumą. Ostatnia zarejestrowana erupcja miała miejsce ok. 1865 r.